# Boldriehoeksmeting

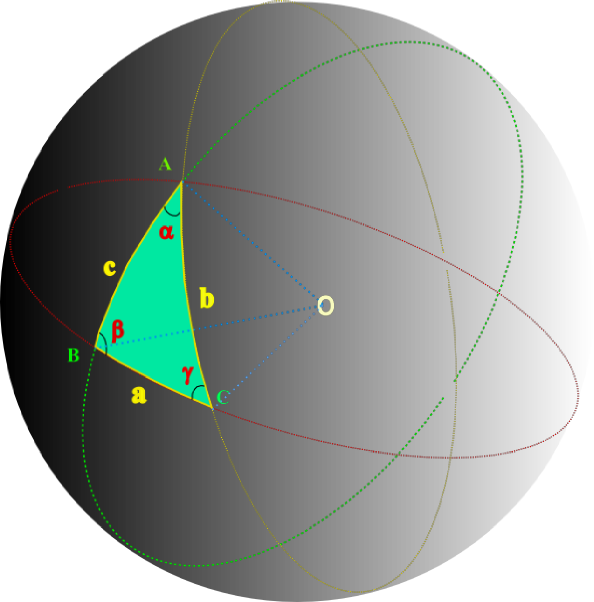
Boldriehoek

De boldriehoeksmeting, sferische goniometrie of sferische trigonometrie is een belangrijk deelgebied van de bolmeetkunde. Ze houdt zich voornamelijk bezig met de berekening van de elementen, met de zijden en hoeken van boldriehoeken.
Typische toepassingen zijn:
- Afstandsberekeningen tussen twee punten op het aardoppervlak als hun geografische coördinaten zijn gegeven.
- Bepaling van de positie van een ster aan de hemelbol met behulp van de bekende posities van drie (of meer) andere sterren.

Tenzij anders vermeld wordt hieronder met een bol een eenheidsbol bedoeld. De lengte van een boog van een grootcirkel is dan gelijk aan de middelpuntshoek in radialen die op deze boog staat.

## Historische achtergrond
De ontwikkeling van de boldriehoeksmeting is nauw verbonden met astronomie. Omstreeks 350 jaar voor Christus dachten de oude Grieken daarom reeds over bolmeetkunde na. Maar het zijn de Arabieren, die – voortbouwend op hetgeen de Grieken en de Indiërs ontdekt hadden – in het jaar 900 de sinusregel ontdekten. Tijdens de ontdekkingsreizen van de 15de eeuw ontstond er een grote behoefte aan hulpmiddelen voor het bepalen van afstanden en posities op zee. De goniometrie kwam daarbij van pas. Het is rond deze periode dat de boldriehoeksmeting een forse ontwikkeling doormaakte. De sinusregel, de tangensformules en cosinusregel voor de zijden van de driehoek werden in die tijd reeds aangewend. Een eeuw later vond men de cosinusregel voor de hoeken (de tweede cosinusregel). In de 17de eeuw werden nieuwe wiskundige technieken, zoals de logaritmen, ontwikkeld en werden de nieuwe methoden van de boldriehoeksmeting op vele gebieden, zoals de cartografie, toegepast.

## Boldriehoek
Een boldriehoek wordt gevormd door drie punten {\displaystyle A,B} en {\displaystyle C} van een boloppervlak die niet op een grootcirkel liggen en die door bogen van grootcirkels zijn verbonden, die kleiner zijn dan halve cirkels. De punten {\displaystyle A,B} en {\displaystyle C} heten de hoekpunten van de boldriehoek, de bogen {\displaystyle a=BC,\ b=CA} en {\displaystyle c=AB} de zijden en de bolhoeken {\displaystyle \alpha =BAC,\ \beta =CBA} en {\displaystyle \gamma =ACB} de hoeken van de boldriehoek.
Er geldt in de bolmeetkunde dat
1. elke zijde van een boldriehoek kleiner is dan de som van de beide andere en dat
2. de omtrek van een boldriehoek kleiner is dan die van een grootcirkel.

## Basisformule
De basisformule van de boldriehoeksmeting, ook wel de eerste cosinusregel genoemd, is de betrekking tussen de drie zijden en één hoek van een boldriehoek. Met behulp van de driehoeksmeting en enkele stellingen van de bolmeetkunde kan men deze basisformule afleiden.
Voor boldriehoek {\displaystyle ABC} geldt:
{\displaystyle \cos a=\cos b\cos c+\sin b\sin c\cos \alpha }
en analoog voor de andere zijden en hoeken.

## Nevendriehoeken en pooldriehoeken

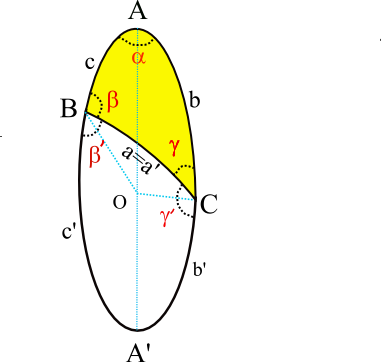
Nevenhoek

De zijden {\displaystyle AB} en {\displaystyle AC} van de boldriehoek {\displaystyle ABC} snijden elkaar een tweede maal in het tegenpunt {\displaystyle A'} van {\displaystyle A}. De driehoek {\displaystyle A'BC} heet de nevendriehoek van {\displaystyle ABC} ten opzichte van het punt {\displaystyle A}. Noemt men {\displaystyle a',b',c',A',B',C'} de elementen van die nevendriehoek, dan is
{\displaystyle {\begin{matrix}a'=a&b'=\pi -b&c'=\pi -c\\\alpha '=\alpha &\beta '=\pi -\beta &\gamma '=\pi -\gamma \end{matrix}}}

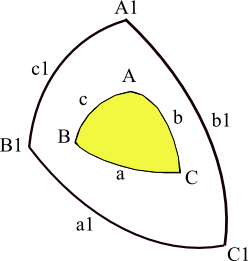
Pooldriehoek

Elke op een boloppervlak gelegen cirkel heeft twee polen, namelijk de eindpunten van de middellijn die loodrecht op het vlak van de cirkel staat.
De grootcirkel door {\displaystyle BC} van de boldriehoek {\displaystyle ABC} heeft twee polen. De pool die aan dezelfde kant ligt als {\displaystyle A} noemt men de  pool {\displaystyle A_{1}} van {\displaystyle A}. De driehoek {\displaystyle A_{1}B_{1}C_{1}} gevormd door de polen van de drie hoekpunten heet de pooldriehoek van {\displaystyle ABC}.
In de bolmeetkunde bewijst men dat elke zijde van een der driehoeken en de overeenkomstige hoek van de andere driehoek elkaars supplement zijn. Daarmee is
{\displaystyle {\begin{matrix}a_{1}=\pi -\alpha &b_{1}=\pi -\beta &c_{1}=\pi -\gamma \\\alpha _{1}=\pi -a&\beta _{1}=\pi -b&\gamma _{1}=\pi -c\end{matrix}}}
Heeft men nu een betrekking tussen de elementen van een willekeurige boldriehoek van de vorm:
{\displaystyle F(a,b,c,\alpha ,\beta ,\gamma )=0},
dan geldt deze betrekking ook voor de nevendriehoek en de pooldriehoek en men krijgt dus twee nieuwe betrekkingen:
{\displaystyle F(a',b',c',\alpha ',\beta ',\gamma ')=0}
of
{\displaystyle F(a,\pi -b,\pi -c,\alpha ,\pi -\beta ,\pi -\gamma )=0\quad } (1)
en 
{\displaystyle F(a_{1},b_{1},c_{1},\alpha _{1},\beta _{1},\gamma _{1})=0}
of
{\displaystyle F(\pi -\alpha ,\pi -\beta ,\pi -\gamma ,\pi -a,\pi -b,\pi -c)=0\quad } (2)
Men zegt dat deze betrekkingen door een {\displaystyle \tau }-transformatie van elkaar kunnen worden afgeleid.

## Sferisch exces
Het sferisch exces {\displaystyle E} van een boldriehoek is het verschil van de som van de hoeken en een gestrekte hoek:
{\displaystyle E=\alpha +\beta +\gamma -\pi }
Er geldt {\displaystyle E} is positief en kleiner dan elke hoek.
Meer algemeen is het sferisch exces {\displaystyle E} van een bol-n-driehoek de som van de hoeken, verminderd met {\displaystyle (n-2)\pi }.
{\displaystyle E} is gelijk aan de oppervlakte, en dus ook gelijk aan de ruimtehoek vanuit het middelpunt van de bol.

## Omtrek
Voor de omtrek van een boldriehoek geldt:
{\displaystyle a+b+c<2\pi }

## Formules van de halve hoeken in functie van de zijden
{\displaystyle \cos {\frac {\alpha }{2}}={\sqrt {\frac {\sin p\cdot \sin(p-a)}{\sin b\cdot \sin c}}}\quad } (C)
{\displaystyle \sin {\frac {\alpha }{2}}={\sqrt {\frac {\sin(p-b)\cdot \sin(p-c)}{\sin b\cdot \sin c}}}\quad } (S)
{\displaystyle \tan {\frac {\alpha }{2}}={\sqrt {\frac {\sin(p-b)\cdot \sin(p-c)}{\sin p\cdot \sin(p-a)}}}}

## Sinusregel
Uit voorgaande formules volgt:
{\displaystyle {\frac {\sin \alpha }{\sin a}}={\frac {\sin \beta }{\sin b}}={\frac {\sin \gamma }{\sin c}}}
In woorden: de sinussen der hoeken van een boldriehoek verhouden zich als de sinussen der overstaande zijden.

## Tweede cosinusregel
Toepassing van de {\displaystyle {\boldsymbol {\tau }}}-transformatie op de basisformule geeft:
{\displaystyle \cos \alpha =-\cos \beta \cdot \cos \gamma +\sin \beta \cdot \sin \gamma \cdot \cos a}
en analoog voor de overige zijden.
De tweede cosinusregel wordt aan François Viète toegeschreven.

## Cotangensregel
De cotangensregel is een betrekking tussen twee zijden, de ingesloten hoek en de overstaande hoek.
{\displaystyle \cot a\cdot \sin b=\cos b\cdot \cos \gamma +\sin \gamma \cdot \cot \alpha }

## Rechthoekige boldriehoek
Een driehoek heet rechthoekig als een van zijn hoeken recht is. Als bijvoorbeeld de hoek {\displaystyle \alpha } recht is, heten de beide andere hoeken {\displaystyle \beta } en {\displaystyle \gamma } scheef. De zijde {\displaystyle a} is de schuine zijde en {\displaystyle b} en {\displaystyle c} zijn de rechthoekszijden. Er geldt dus {\displaystyle \alpha =\pi /2}, zodat:
{\displaystyle \cos a=\cos b\cdot \cos c}
{\displaystyle \sin b=\sin a\cdot \sin \beta }
{\displaystyle \sin c=\sin a\cdot \sin \gamma }
{\displaystyle \cot a=\cot c\cdot \cos \beta }
{\displaystyle \cot a=\cot b\cdot \cos \gamma }
{\displaystyle \cot c\cdot \sin b=\cot \gamma }
{\displaystyle \cot b\cdot \sin c=\cot \beta }
{\displaystyle \cos \beta =\cos b\cdot \sin \gamma }
{\displaystyle \cos \gamma =\cos c\cdot \sin \beta }
{\displaystyle \cos a=\cot \beta \cdot \cot \gamma }

## Formules van Delambre
Delambre publiceerde in 1807 de volgende formules zonder bewijs:
{\displaystyle {\begin{matrix}{\cfrac {\sin {\frac {\alpha +\beta }{2}}}{\cos {\frac {\gamma }{2}}}}={\cfrac {\cos {\frac {a-b}{2}}}{\cos {\frac {c}{2}}}}&{\cfrac {\cos {\frac {\alpha +\beta }{2}}}{\sin {\frac {\gamma }{2}}}}={\cfrac {\cos {\frac {a+b}{2}}}{\cos {\frac {c}{2}}}}\\&\\{\cfrac {\sin {\frac {\alpha -\beta }{2}}}{\cos {\frac {\gamma }{2}}}}={\cfrac {\sin {\frac {a-b}{2}}}{\sin {\frac {c}{2}}}}&{\cfrac {\cos {\frac {\alpha -\beta }{2}}}{\sin {\frac {\gamma }{2}}}}={\cfrac {\sin {\frac {a+b}{2}}}{\sin {\frac {c}{2}}}}\end{matrix}}}

## Analogieën van Neper
Als men de overeenkomstige leden van de formules van Delambre deelt dan bekomt men de
analogieën van Neper:
{\displaystyle {\begin{matrix}{\cfrac {\tan {\frac {\alpha +\beta }{2}}}{\cot {\frac {\gamma }{2}}}}={\cfrac {\cos {\frac {a-b}{2}}}{\cos {\frac {a+b}{2}}}}&{\cfrac {\tan {\frac {\alpha -\beta }{2}}}{\cot {\frac {\gamma }{2}}}}={\cfrac {\sin {\frac {a-b}{2}}}{\sin {\frac {a+b}{2}}}}\\&\\{\cfrac {\tan {\frac {a+b}{2}}}{\tan {\frac {c}{2}}}}={\cfrac {\cos {\frac {\alpha -\beta }{2}}}{\cos {\frac {\alpha +\beta }{2}}}}&{\cfrac {\tan {\frac {a-b}{2}}}{\tan {\frac {c}{2}}}}={\cfrac {\sin {\frac {\alpha -\beta }{2}}}{\sin {\frac {\alpha +\beta }{2}}}}\end{matrix}}}

## Formules die uit het sferisch exces kunnen worden afgeleid

### Uitdrukkingen voor de halve zijde
Toepassing van de {\displaystyle {\boldsymbol {\tau }}}-transformatie voor de pooldriehoek op de formules (C) en (S) geeft:
{\displaystyle \sin {\frac {a}{2}}={\sqrt {\frac {\sin {\frac {E}{2}}\cdot \sin(\alpha -{\frac {E}{2}})}{\sin \beta \cdot \sin \gamma }}}}
{\displaystyle \cos {\frac {a}{2}}={\sqrt {\frac {\sin(\beta -{\frac {E}{2}})\cdot \sin(\gamma -{\frac {E}{2}})}{\sin \beta \cdot \sin \gamma }}}}
{\displaystyle \tan {\frac {a}{2}}={\sqrt {\frac {\sin {\frac {E}{4}}\cdot \sin(\alpha -{\frac {E}{4}})}{\sin(\beta -{\frac {E}{4}})\cdot \sin(\gamma -E)}}}}

### Uitdrukkingen voor het sferisch excesE
{\displaystyle \sin {\frac {E}{2}}={\frac {\sin {\frac {a}{2}}\cdot \sin {\frac {b}{2}}\cdot \sin \gamma }{\cos {\frac {c}{2}}}}}
Formule van Cagnoli:
{\displaystyle \cot {\frac {E}{2}}={\frac {\cot {\frac {a}{2}}\cdot \cot {\frac {b}{2}}+\cos \gamma }{\sin \gamma }}}
Formule van Euler:
{\displaystyle \cos {\frac {E}{2}}={\frac {1+\cos a+\cos b+\cos c}{4\cdot \cos {\frac {a}{2}}\cdot \cos {\frac {b}{2}}\cdot \cos {\frac {c}{2}}}}}
Formule van LHuillier:
{\displaystyle \tan {\frac {E}{4}}={\sqrt {\tan {\frac {p}{2}}\cdot \tan {\frac {p-a}{2}}\cdot \tan {\frac {p-b}{2}}\cdot \tan {\frac {p-c}{2}}}}}
De eerste en de laatste formule zijn reeds logaritmisch.

## Toepassingen
De boldriehoeksmeting vindt haar toepassing in de navigatie en afstandsbepaling op aarde.

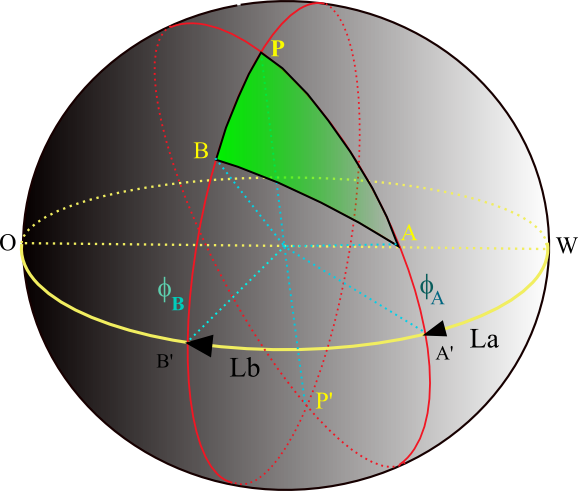
Geografische coördinaten

### Definitie geografische coördinaten
De geografische coördinaten van een punt A op de aardbol zijn:
- de lengte {\displaystyle L_{A}}, dit is de hoek die de meridiaan {\displaystyle PAP'} door {\displaystyle A} maakt met de nulmeridiaan ({\displaystyle PWP'}) (de meridiaan van Greenwich) of ook nog de tussen deze twee meridianen gelegen boog {\displaystyle WA'} aan de evenaar, men onderscheidt ooster- en westerlengte;
- de breedte {\displaystyle \varphi _{A}}, dit is de sferische afstand {\displaystyle AA'} van het punt {\displaystyle A} tot de evenaar; men onderscheidt noorder- en zuiderbreedte.

### Kortste afstand tussen twee punten op aarde
Gevraagd wordt de kortste afstand tussen twee plaatsen op (een bolvormige) aarde wanneer de geografische coördinaten breedte {\displaystyle \varphi } en lengte {\displaystyle L} bekend zijn.
Men veronderstelt de aarde zuiver bolvormig. De kortste afstand {\displaystyle x} tussen bijvoorbeeld Amsterdam Schiphol Airport (AMS), punt {\displaystyle A} en Los Angeles International Airport (LAX), punt {\displaystyle B} is de lengte van de boog {\displaystyle AB} over een grootcirkel. De geografische coördinaten van Schiphol zijn {\displaystyle \varphi _{A}=52^{\circ }18'31'',\ L_{A}=4^{\circ }45'50''} en die van L.A. Int. Airport zijn {\displaystyle \varphi _{B}=33^{\circ }56'33'',\ L_{B}=-118^{\circ }24'29''}.
Toepassen van de basisformule op de geografische driehoek {\displaystyle PAB} geeft:
{\displaystyle \cos x=\cos(90^{\circ }-\varphi _{A})\cdot \cos(90^{\circ }-\varphi _{B})+\sin(90^{\circ }-\varphi _{A})\cdot \sin(90^{\circ }-\varphi _{B})\cdot \cos |L_{B}-L_{A}|}
of
{\displaystyle \cos x=\sin \varphi _{A}\cdot \sin \varphi _{B}+\cos \varphi _{A}\cdot \cos \varphi _{B}\cdot \cos |L_{b}-L_{a}|},
zodat
{\displaystyle \cos x=\sin 52^{\circ }18'31''\cdot \sin 33^{\circ }56'33''+\cos 52^{\circ }18'31''\cdot \cos 33^{\circ }56'33''\cdot \cos 123^{\circ }10'9''}
{\displaystyle =0{,}164331076}
Daaruit volgt
{\displaystyle x=80{,}5416227^{\circ }=4832{,}49734838'}
Nu is op aarde 1' = 1 zeemijl = 1852 m, dus
{\displaystyle x=4832{,}4973838\times 1{,}852\ {\text{km}}=8949{,}8\ {\text{km}}}

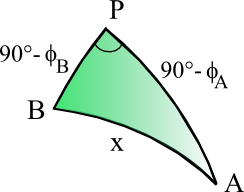
Geografische coördinaten

De aarde is in werkelijkheid een ellipsoïde, daarmede is de werkelijke afstand iets groter maar de afwijking langs de geodetische lijn op de ellipsoïde en deze op de grootcirkel verschilt minder dan 0,2 %.
Daar een vliegtuig verplicht is vluchtroutes te volgen is de afstand die het aflegt aanmerkelijk groter dan de boven berekende waarde.

### Koers van een schip bij afvaart

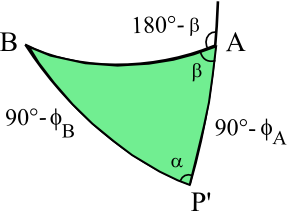
Geografische coördinaten

Welke koers moet een schip bij afvaart nemen, om over de kortste weg, van het punt {\displaystyle A} (Chili) naar het punt {\displaystyle B} (Nieuw-Zeeland) te varen.
{\displaystyle \varphi _{A}=33^{\circ }2'\ {\text{ZB}},\ L_{A}=74^{\circ }3'\ {\text{WL}}}
en
{\displaystyle \varphi _{B}=43^{\circ }51'\ {\text{ZB}},\ L_{B}=170^{\circ }45'\ {\text{OL}}}
Van de nautische boldriehoek {\displaystyle PAB} zijn de twee zijden {\displaystyle b} en {\displaystyle c}, en de ingesloten hoek {\displaystyle \alpha } bekend. Het komt er dus op aan de hoek {\displaystyle \beta } te bepalen. De koers bij afvaart, de hoek met de meridiaan, is dan gelijk aan {\displaystyle 180^{\circ }-\beta }.
Toepassing van de derde cotangensregel geeft:
{\displaystyle \cot \beta ={\frac {\cot b\cdot \sin c-\cos b\cdot \cos \alpha }{\sin \alpha }}}
{\displaystyle ={\frac {\cot(90^{\circ }-\varphi _{B})\cdot \sin(90^{\circ }-\varphi _{A})-\cos(90^{\circ }-\varphi _{A})\cdot \cos |L_{B}-L_{A}|}{\sin |L_{B}-L_{A}|}}}
{\displaystyle ={\frac {\tan \varphi _{B}\cdot \cos \varphi _{A}-\sin \varphi _{A}\cdot \cos |L_{B}-L_{A}|}{\sin |L_{B}-L_{A}|}}}
{\displaystyle ={\frac {\tan 43^{\circ }51'\cdot \cos 33^{\circ }2'-\sin 33^{\circ }2'\cdot \cos 244^{\circ }48'}{\sin 244^{\circ }48'}}}
Na enige rekenwerk volgt:
{\displaystyle \cot \beta =\tan(90^{\circ }-\beta )=-1{,}146585376},
zodat
{\displaystyle 90^{\circ }-\beta =-48{,}90653215^{\circ }}
of
{\displaystyle \beta =41{,}09346785^{\circ }=41^{\circ }5'36''}
De koers bij afvaart moet dus {\displaystyle 180^{\circ }-\beta =138^{\circ }54'23''} zijn.
Dit is de kortste hoek tussen Noord en Afvaartkoers.
Omdat kompaskoersen altijd uitgedrukt worden in graden vanaf het noorden rechtsom, moet bij afvaart de kompas-koers
{\displaystyle 360^{\circ }-138^{\circ }54=221^{\circ }06'=221{,}1^{\circ }} (ZW)
voorliggen.